# Wolfsberg (Románia)
Wolfsberg, 1911-től 1918-ig Szörényordas (románul: Gărâna, korábban Volfsberg) falu Romániában, a Bánságban, Krassó-Szörény megyében.

## Fekvése
A Szemenik-hegységben fekszik, a Szemenik üdülőhelyhez legközelebb eső falu.

## Nevének eredete
Német eredetű nevét ('farkashegy') a hegyről kapta, amely mellé telepítették (a hegy eredeti, román neve Craca Lupului). 1883-ban Téglás Gábor Jarina néven említette. A helységnévrendezés idején Krassó-Szörény vármegye ötletéből, a község fellebbezése ellenére állapították meg hivatalos nevét, amelyben az ordas szintén 'farkas' jelentéssel bír.

## Története
1827–1828-ban csehországi német favágókkal és szénégetőkkel telepítették, 120 házba. A zord körülmények miatt 1833-ban sok telepes Lugosra, Móricföldre és Buziásra menekült, de többségük később visszatért. Római katolikus egyháza 1855-ig Ferencfalva, majd Weidenthal filiája, 1876 és 1967 között önálló plébánia volt.
1855-ben a StEG tulajdonába került. A 19. század végén főképp innen szerezték be a resicaiak a tejtermékeket és a burgonyát. Az Amerikába kivándorló lakosok házait a falu festői fekvése miatt már a 20. század elején is gazdag városiak vásárolták fel nyaralónak.
1973-ban turisztikai övezetté nyilvánították. Német lakosságának többsége az 1980-as években, 1990-ig elvándorolt és főleg öregek maradtak. A házakat részben városiaknak adták el. Háztulajdonosai a Szemenik-hegység idegenforgalmából élnek. 1996 óta minden augusztusban itt rendezik meg az azóta nemzetközi rangot kivívott gărânai dzsesszfesztivált.

## Népessége
- 1900-ban 882 lakosából 861 volt német, 11 román és 10 magyar anyanyelvű; 869 római katolikus és 11 ortodox vallású. Lakosságának 56%-a tudott írni-olvasni és csak a magyar anyanyelvűek beszéltek magyarul.
- 2002-ben 70 lakosából 35 volt román, 32 német, 2 magyar és 1 krassován nemzetiségű; 36 római katolikus, 31 ortodox és 2 református vallású.

## Látnivalók
- A dzsesszfesztivál.
- Minden év október 13-án, a falubúcsúra („Kirwa”) visszatérnek a németországban élő wolfsbergiek és részvételükkel színes népünnepélyre kerül sor.

## Külső hivatkozások
- A dzsesszfesztivál hivatalos honlapja
- Képes riport (németül)
- A római katolikus templom és orgonája (fényképek és az orgona ismertetése) (németül)